# Eretrias antika teater
Eretrias antika teater är en fornlämning i Grekland.   Den ligger i prefekturen Nomós Evvoías och regionen Grekiska fastlandet, i den östra delen av landet, 50 km norr om huvudstaden Aten. Eretria ligger 11 meter över havet.
Terrängen runt Eretria är varierad. Havet är nära Eretria söderut.  Närmaste större samhälle är Chalkída, 17,8 km väster om Eretria. 